# Metagonia toro
Metagonia toro là một loài nhện trong họ Pholcidae. Loài này được phát hiện ở Panama.